# Brett Ervin
Brett Kiley Ervin (Eden Prairie, Minnesota, 11 de agosto de 1991) es un exbaloncestista de nacionalidad estadounidense. Con una altura oficial de 2,01 metros podía jugar indistintamente en las posiciones de ala-pívot y alero.

## Trayectoria deportiva
Formado académica y deportivamente en la Universidad de Minnesota-Duluth, disputó la Division II de la NCAA formando parte de la plantilla de los Bulldogs durante todo su ciclo universitario (2010 a 2015), si bien no participó en la temporada 2013/14 debido a una lesión de rodilla. En su última temporada logró unos promedios de 19 puntos y 5,5 rebotes por encuentro, siendo nominado integrante del Quinteto Ideal de la Conferencia NSIC.
Finalizada su etapa universitaria firmó su primer contrato profesional en la temporada 2016/17 con el Vitória SC, equipo de la LPB portuguesa, alcanzando medias de 14,3 puntos y 5,3 rebotes. En la siguiente temporada (2016/17) firma con el AS Soleuvre para disputar la segunda división de Luxemburgo. En 2017/18 recala en la Liga LEB Plata española en las filas del CB Zamora, promediando 14,8 puntos y 3,5 rebotes por encuentro, terminando como el mejor jugador de la competición en porcentaje de acierto en tiros de tres puntos con un 55%.